# Kownatki (województwo warmińsko-mazurskie)
Kownatki (niem. Kownatken, w latach 1938–1945 Kaunen) – wieś w Polsce położona w województwie warmińsko-mazurskim, w powiecie nidzickim, w gminie Kozłowo. Wieś jest położona nad Jeziorem Kownatki.
W latach 1975–1998 miejscowość administracyjnie należała do województwa olsztyńskiego.

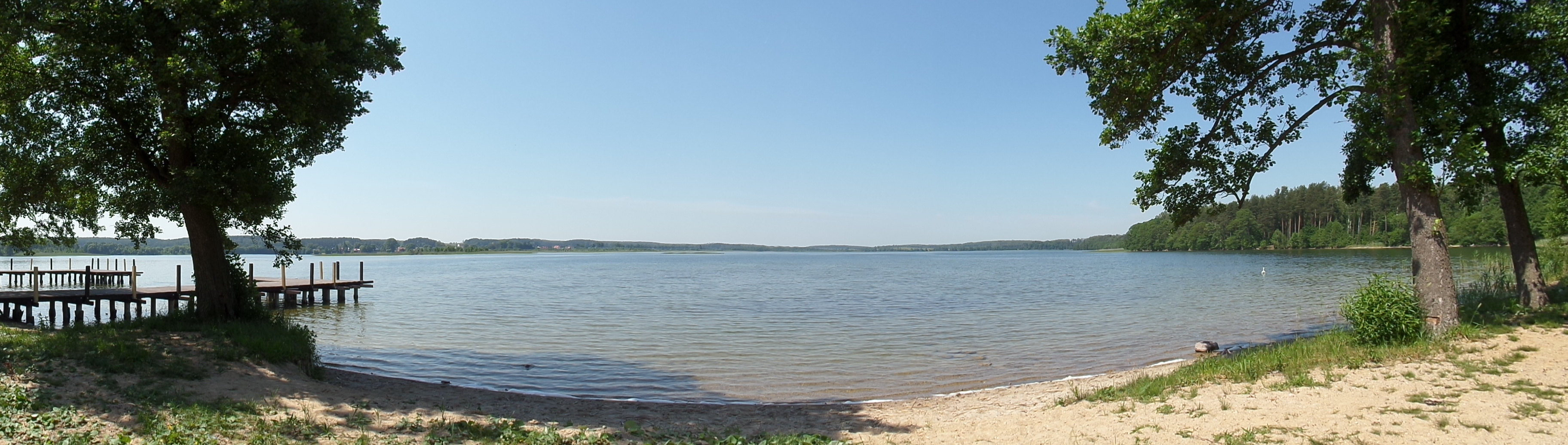
Jezioro